# Annemiek (I wanna be with you)
Annemiek (I wanna be with you) – krótkometrażowy kolorowy film wideo autorstwa Rineke Dijkstry nakręcony 11 lutego 1997 roku. Film przedstawia nieśmiałą nastolatkę śpiewającą swoją ulubioną piosenkę.
W 1997 roku Dijkstra planowała wykonanie portretów uczniów holenderskiej szkoły. Mając nadzieję, że ulubiona muzyka zrelaksuje nastolatków i pozwoli jej wykonać bardziej naturalne ujęcia, artystka poprosiła ich o przyniesienie na sesję wybranej muzyki. Annemiek wybrała popularny ówcześnie utwór Backstreet Boys I Wanna Be with You. Nakręcony przez Dijkstrę film przedstawia dziewczynkę śpiewającą razem z odtwarzaną muzyką.
Nastolatka sfilmowana jest nieruchomą kamerą na białym tle, widoczna jest w zbliżeniu, tak że widać wyłącznie jej ramiona i twarz. W instrumentalnych częściach piosenki Annemiek jest wyraźnie zdenerwowana i skrępowana, świadoma obecności kamery, stara się nie patrzeć w obiektyw; w partiach śpiewanych daje się pochłonąć wykonywaniu piosenki, zapominając na chwilę o obecności kamery, jednak gdy tylko sobie o niej przypomni, jej skrępowanie wraca. Film trwa 4 minuty.
Annemiek należy do tych prac Rineke Dijkstry, w których artystka podejmuje temat nastolatków, znajdujących się w okresie kształtowania się tożsamości. Z jednej strony pokazuje zagubienie dziewczynki, to skrępowanej obecnością kamery, to dającej się pochłonąć muzyce, z drugiej – niejednoznaczny sposób, w jaki nastolatka, ubrana w nieokreślony płciowo strój i układająca usta do głosu męskiego wokalisty, dokonuje płciowej autoprezentacji. Ponadto, zdaniem Richarda B. Woodwarda,  próba naśladowania cudzego śpiewu, którą dokonuje bohaterka filmu, może być interpretowana jako próbę dorastania, które jest sztuką naśladownictwa. Film oparty jest na podobnym pomyśle, co seria Screen Tests Andy'ego Warhola, składająca się z kilkuminutowych filmów, na których bohaterowie mają wytrwać przed nieruchomą kamerą kręcącą ich w zbliżeniu. 
Film był prezentowany m.in. w Muzeum Guggenheima w Nowym Jorku (2012) i Stedelijk Museum w Amsterdamie (2004).